# Léonce (acteur)
Pour les articles homonymes, voir Léonce.
Édouard-Théodore Nicole, dit Léonce, est un comédien et chanteur français né à Paris le 12 janvier 1820 et mort au Raincy le 19 février 1900.

## Biographie
Après des études de droit, il paraît pour la première fois sur la scène du théâtre de Belleville. Affligé d'une myopie qui le contraint à porter des lunettes bleutées, son humour pince-sans-rire en fait rapidement un des acteurs préférés du public parisien.
Il est engagé en 1856 par Jacques Offenbach au théâtre des Bouffes-Parisiens, où il crée entre autres Orphée aux Enfers, Mesdames de la Halle et Monsieur Choufleuri, puis au théâtre des Variétés (Les Brigands, Le Docteur Ox, La Vie parisienne et La Périchole).
Ruiné par l'achat malencontreux d'un café, il finit sa vie dans une misère totale.

## Théâtre
En tant que comédien-chanteur
- 1858 : Mesdames de la Halle, opérette-bouffe en un acte d'Armand Lapointe, musique de Jacques Offenbach, Bouffes-Parisiens (3 mars)[3] : Mme Poiretapée
- 1858 :  Orphée aux Enfers, opéra bouffon en deux actes et quatre tableaux de Ludovic Halévy et Hector Crémieux, musique de Jacques Offenbach, Bouffes-Parisiens (21 octobre) : Aristée-Pluton
- 1859 :  L'Omelette à la Follembuche, opérette-bouffe en un acte d'Eugène Labiche et Marc-Michel, musique de Léo Delibes, Bouffes-Parisiens (8 juin) : la baronne de Follembuche
- 1861 :  Monsieur Choufleuri restera chez lui le..., opérette-bouffe en un acte de M. de Saint-Rémy (duc de Morny), musique de Jacques Offenbach, Bouffes-Parisiens  (14 septembre) : Mme Balandard
- 1869 :  Les Brigands, opéra-bouffe en trois actes de Henri Meilhac et Ludovic Halévy, musique de Jacques Offenbach, Variétés (10 décembre) : Antonio
- 1873 :  Les Braconniers, opéra-bouffe en trois actes d'Henri Chivot et Alfred Duru, musique de Jacques Offenbach, Variétés (29 janvier) : Bibès
- 1875 : Les Trente Millions de Gladiator, comédie-vaudeville en quatre actes  d'Eugène Labiche et Philippe Gille, Variétés (22 janvier) : Pepitt
- 1875 : La boulangère a des écus, opéra-bouffe en trois actes de Henri Meilhac et Ludovic Halévy, musique de Jacques Offenbach, Variétés (19 octobre) : Délicat
- 1876 : Le roi dort, féerie-vaudeville en trois actes et huit tableaux d'Eugène Labiche et Alfred Delacour, Variétés (31 mars) : Bec-de-miel
- 1877 : Le Docteur Ox, opéra-bouffe en trois actes et six tableaux d'Alfred Mortier et Philippe Gille, musique de Jacques Offenbach, Variétés (26 janvier) : Ygène
- 1883 : Mam'zelle Nitouche, opérette en trois actes et quatre tableaux de Henri Meilhac et Albert Millaud, musique d'Hervé, Variétés (26 janvier) : Loriot

En tant qu'auteur
- 1859 : Dans la rue, pochade musicale en un acte de Léonce et Alexandre de Bar, musique d'Henri Caspers, théâtre des Bouffes-Parisiens (8 septembre)[4]